# 南樹林駅
南樹林駅（みなみじゅりんえき）は、台湾新北市樹林区にある台湾鉄路管理局縦貫線の駅。当初は隣接する樹林調車場（操車場）の略称から、樹調駅という仮称がつけられていたが、その後変更された。開業当初は一部通過していた区間車は現在は全部停車している。

## 歴史
- 1997年3月14日 - 樹林調車場供用[3]。
- 2007年12月4日 - 地元住民の要望と台鉄捷運化計画により起工式典のみ開催[4]。
- 2009年2月 - 正式着工[5]。
- 2015年
  - 6月22日 - 正式名称が南樹林駅に決定[6]。
  - 12月23日 - 開業[7]。

## 駅構造
島式ホーム1面2線の橋上駅。

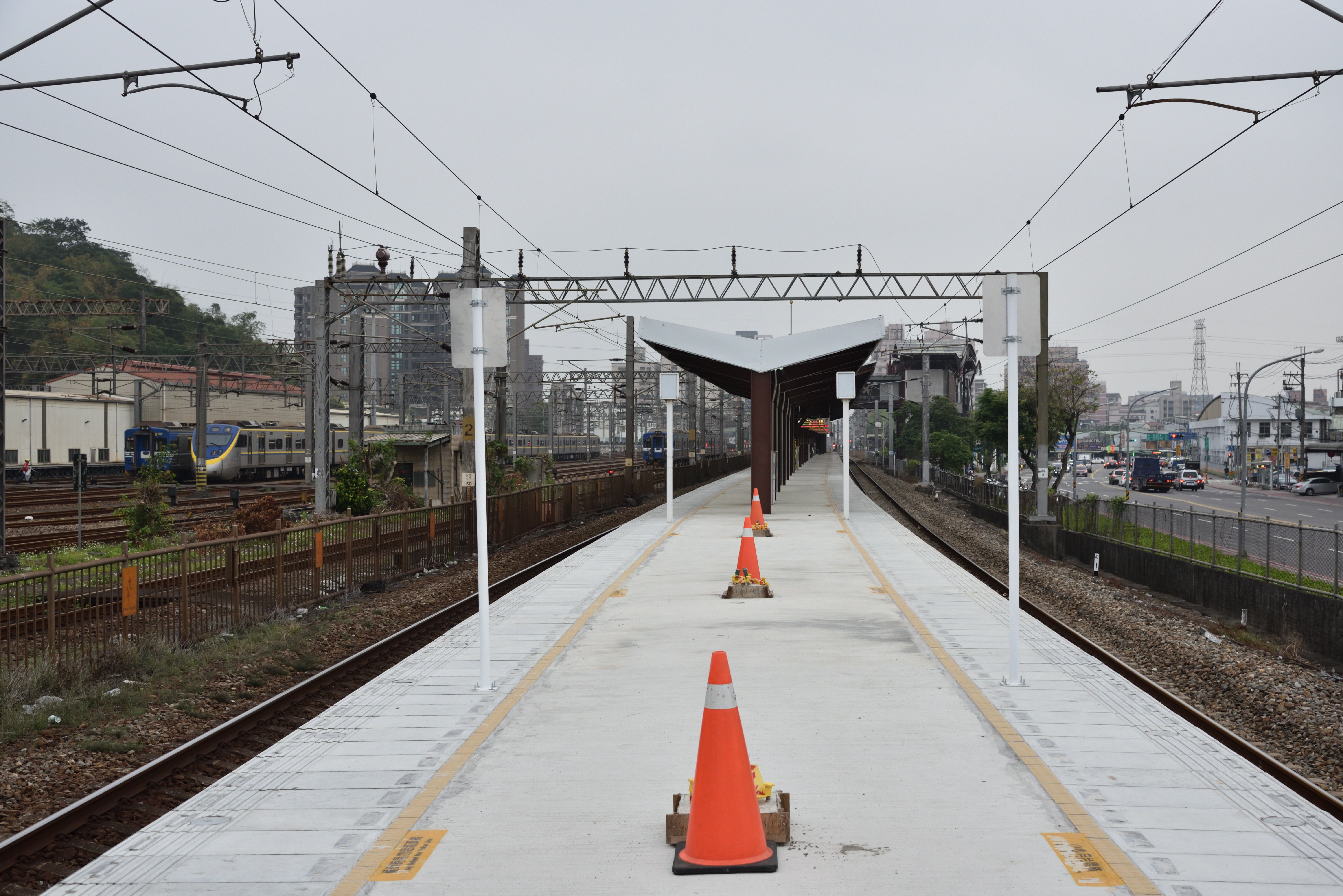
ホーム

## 利用状況
| 2015年- | 2015年- | 2015年- | 2015年- | 2015年- | 2015年- | 2015年- |
| 年      | 年間    | 年間    | 年間    | 年間    | 1日平均 | 1日平均 |
| 年      | 乗車    | 下車    | 乗降計  | 出典    | 乗車    | 乗降計  |
| ------- | ------- | ------- | ------- | ------- | ------- | ------- |
| 2015    | 4,685   | 3,809   | 8,494   | [ 8 ]   | 521     | 944     |
| 2016    | 289,607 | 267,786 | 557,393 | [ 9 ]   | 791     | 1,523   |
| 2017    | 353,957 | 343,345 | 697,302 | [ 10 ]  | 970     | 1,910   |
| 2018    | 376,459 | 372,935 | 749,394 | [ 11 ]  | 1,031   | 2,053   |
| 2019    | 405,545 | 400,195 | 805,740 | [ 12 ]  | 1,111   | 2,208   |
| 2020    | 392,770 | 390,210 | 782,980 | [ 13 ]  | 1,073   | 2,139   |
| 2021    | 312,829 | 311,648 | 624,477 | [ 14 ]  | 857     | 1,711   |

## 駅周辺
- 樹林調車場（中国語版） - 当初の駅名の由来の操車場。

## 隣の駅
台湾鉄路管理局
縦貫線北段
樹林駅 - 南樹林駅 - 山佳駅